# Delia hystricosternita
Delia hystricosternita är en tvåvingeart som beskrevs av Hsue 1981. Delia hystricosternita ingår i släktet Delia och familjen blomsterflugor. Inga underarter finns listade i Catalogue of Life.